# USS Slater (DE-766)
L'USS Slater (DE-766) est un destroyer d'escorte de classe Cannon qui a servi dans l'United States Navy de 1944 à 1947 et plus tard dans la Marine de guerre hellénique de 1951 à 1971. De retour aux USA, il est devenu un navire musée à Albany dans l'État de New York.
Il a été classé au registre national des lieux historiques le 7 mai 1998 et nommé National Historic Landmark le 2 mars 2012.

## Historique
Après avoir servi pendant la Seconde Guerre mondiale, le navire a été placé dans la flotte de réserve à Green Cove Springs en Floride en 1947.
Le 1er mars 1951, le destroyer a été transféré à la marine  de guerre hellénique sous la Doctrine Truman, et rebaptisé Aetos D-01 ("Eagle"). Avec trois autres navires de classe Cannon, il constitua ce qu'on appelait la flottille « Wild Beasts ». Le navire a effectué des patrouilles dans l'est de la mer Égée et dans le Dodécanèse et a également servi de navire-école pour les cadets de la marine. L'Aetos a été désarmé en 1991 et la Grèce a fait don du navire à la Destroyer Escort Sailors Association et il est revenu aux États-Unis.

## Préservation
L'USS Slater est maintenant un navire-musée sur la rivière Hudson à Albany, le seul de son genre à être encore à flot aux États-Unis. Moins de 12 destroyers d'escorte ont encore survécu en août 2020, le Slater étant le seul navire à avoir conservé sa configuration de guerre.
Trois autres destroyers d'escorte sont conservés comme navire musée :
- L'USS Stewart (DE-238), destroyer d'escorte de classe Edsall  est exposé au Seawolf Park à Galveston, au Texas, mais situé sur la terre ferme,
- l'USS McAnn (DE-179), de classe Cannon est conservé au Brésil à Rio de Janeiro,
- l'USS Atherton (DE-169) est destiné à faire partie d'un musée de la marine philippine à la Naval Station Sangley Point.

## Galerie
|                                              |
| USS Slater durant la Seconde guerre mondiale |

|                           |
| USSSlater à Albany (2011) |